# إسحاق باركر
إسحاق باركر (بالإنجليزية: Isaac Parker) (و. 1838 – 1896 م) هو سياسي، وقاض، ومحام من الولايات المتحدة الأمريكية ولد في بارنسفيل.